# Hélène Hoppenot
Prix Clarens du journal intime
Hélène Hoppenot, née Hélène Julienne Delacour le 25 juillet 1894 à Paris (19e arrondissement) et morte le 21 décembre 1990 à Paris (1er arrondissement), est une diariste et photographe française.
Elle réalise des milliers de clichés au Rolleiflex de 1933 aux années 1970.

## Biographie
Elle est l’épouse du diplomate Henri Hoppenot qu’elle accompagne autour du monde.
Photographe très tôt reconnue, elle est rapidement publiée par Skira.
Elle est également l’autrice d’un journal intime, tenu de 1918 à 1980. Quatre volumes établis et annotés par Marie France Mousli (1944-2023) ont été publiés aux éditions Claire Paulhan,.  Le  quatrième volume, 1945-1951, sorti en octobre 2024, a reçu le Prix Clarens du journal intime 2024.
Hélène Hoppenot meurt à 96 ans à Paris, le 21 décembre 1990.
Ses photos sont conservées au Musée d’art moderne de la ville de Paris, à la Bibliothèque nationale de France, ainsi qu’aux archives du Ministère des Affaires étrangères.

## Expositions
- 2016 : « Le Monde d’hier, 1933-1956 », Pavillon populaire, Montpellier, du 16 mars 2016 au 29 mai 2016[5].
- 2017 : « Photographies Chine 1933-1937 », Bibliothèque Méjanes, Aix-en-Provence, juin à octobre 2017[6].
- 2023 : « Ombres chinoises » Sous l'œil des diplomates. Jeu de Paume, Tours, 24 novembre 2023 au 19 mai 2024[6].

## Publications
- Chine, texte de Paul Claudel, Lausanne, Albert Skira, 1946
- Extrême-Orient, texte de Henri Hoppenot, Neuchâtel, Ides et Calendes, 1951
- Tunisie, texte de René Laporte, Lausanne, La Guilde du livre, 1952
- Rome, texte de Stendhal, Neuchâtel, Ides et Calendes, 1952
- Mexique, magie maya, texte de Jacques Soustelle, Lausanne, La Guilde du livre, 1954
- Guatemala, texte de Kelsey, Osborne et Joaquin Muñoz, Lausanne, Clairefontaine, 1955
- Journal, 1918 - 1933, édition établie par Marie-France Mousli, Paris, Éditions Claire Paulhan, 2012[7]
- Journal, 1936 - 1940, édition établie par Marie-France Mousli, Paris, Éditions Claire Paulhan, 2015[8]
- Journal, 1940-1944, édition établie par Marie-France Mousli, Paris, Éditions Claire Paulhan, 2019[9]
- Journal, 1945-1951, édition établie par Marie-France Mousli, Paris, Éditions Claire Paulhan, 2024
- Hélène Hoppenot, Alain Sayag, Hélène Hoppenot : le monde d'hier, Vanves, Hazan - Ville de Montpellier, 2016, 143 p. (ISBN 9782754108676)
- La page Facebook "Journal Hélène Hoppenot" ( https://www.facebook.com/journalhelene.hoppenot/ ), réactivée après le décès de Marie France Mousli le 19 octobre 2023.